# Feid
Salomón Villada Hoyos (Medellín, 19 de agosto de 1992), más conocido por su nombre artístico Feid o Ferxxo, es un cantante, compositor y productor discográfico colombiano.
Durante los inicios de su carrera musical, se destacó por componer canciones célebres como «Secretos» de Reykon, «Ginza» de J Balvin y «Mamita» de CNCO, todas las cuales lograron entrar en la lista Hot Latin Songs de Billboard. En noviembre de 2017, lanzó su álbum debut de estudio titulado Así como suena, que incluía los sencillos «Qué raro» con J Balvin y «911» con Nacho, marcando su primera entrada en una lista de Billboard. En mayo de 2019, lanzó su segundo álbum de estudio titulado 19, lo que le valió su primera nominación a los Premios Grammy Latinos en la categoría de mejor álbum de música urbana.
En abril de 2020, publicó su tercer álbum de estudio, Ferxxo (Vol. 1: M.O.R), que alcanzó el puesto número 27 en el listado Top Latin Albums de Billboard, además de recibir una nominación a los Premios Grammy Latinos en la misma categoría. Este álbum incluyó el sencillo «Porfa» junto a Justin Quiles, nominado a un Grammy Latino a la mejor interpretación reggaetón. En agosto de 2021, lanzó su cuarto álbum de estudio, Inter Shibuya - La mafia, donde se mostró una faceta más madura de su música, siendo destacada la canción «Si tu Supieras», la cual recibió una nominación al ganar un Premio Tu Música Urbano al álbum del año.
En septiembre de 2020, lanzó el mixtape Bahía Ducati, donde se destacó una remezcla de «Porfa» con la colaboración de J Balvin, Maluma, Nicky Jam, Sech y Justin Quiles. Posteriormente, en diciembre de 2021, estrenó una edición de lujo de su cuarto álbum de estudio, titulada Inter Shibuya: Ferxxo Edition. En septiembre de 2022, su quinto álbum de estudio Feliz cumpleaños, Ferxxo, te pirateamos el álbum fue lanzado anticipadamente debido a una filtración. Ese mismo año, participó en los sencillos «Hey mor» junto a Ozuna y «Yandel 150» junto a Yandel, ambos logrando alcanzar posiciones destacadas en las listas de éxitos en varios países.
En 2023, lanzó el sencillo «Classy 101» junto a Young Miko, el cual debutó en el puesto número 99 en el Billboard Hot 100.
El 25 de abril de 2024, lanzó un EP colaborativo junto a Yandel, titulado Manifesting 20-05.
El 8 de junio de 2025, Feid lanzó su álbum FERXXO VOL X: Sagrado, el séptimo de su carrera. Este trabajo, en el que ha estado inmerso durante varios años, representa una celebración de su trayectoria y evolución como artista. El nuevo disco es una producción introspectiva y profunda, en la que Feid explora sus raíces y su esencia artística.

## Biografía
Salomón Villada Hoyos nació el 19 de agosto de 1992 en Medellín, Colombia. Creció en una familia con una fuerte inclinación artística y musical; su madre, Berta Lucía Hoyos es profesora de preescolar y su padre, Jorge Mario Villada, es profesor de arte en la Universidad de Antioquia. Desde pequeño, Feid mostró interés por la música y comenzó a recibir clases de piano y canto.
Durante su infancia y adolescencia, Feid estudió en colegios de Medellín, donde participó activamente en actividades culturales y musicales. Más adelante, decidió profundizar en su formación musical y estudió en la Universidad de Antioquia, donde se especializó en producción musical. Esta base académica, junto con su pasión y talento, le permitió desarrollar un estilo propio y sólido, sentando las bases para su exitosa carrera artística.

## Carrera musical

### Primeras canciones yAsí como suena(2010-2018)
A inicios de la década de 2010, Villada comenzó a componer sus primeras canciones. «Cómo duele», «Prepárate» junto a Landa Freak, «Báilame» y «No es casualidad» son considerados sus primeros sencillos publicados. Feid preparó el tema «Puedo ser» como su primer sencillo y videoclip, pero finalmente se publicó con el nombre de «Secretos» en manos del cantante Reykon, en abril de 2014, que se incluyó en varias listas de la revista Billboard. Progresivamente fue escribiendo canciones para más artistas como Nicky Jam, Alberto Stylee, Magnate, Valentino, Maluma y Thalía.
En 2015 participó en la composición del sencillo «Ginza» de J Balvin, el cual coescribió junto a Balvin, Sky Rompiendo, Bull Nene y Mosty. «Ginza» logró convertirse en una de las canciones latinas con mayor repercusión, consiguiendo ingresar al libro de los récords Guiness como la canción de un artista solista con el número uno más largo en la lista Billboard Hot Latin Songs, en la que permaneció durante veintidós semanas.

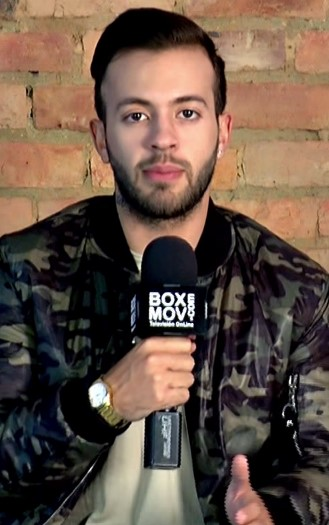
Feid en 2016, durante una entrevista para BoxMov.

Con el objetivo de enfocarse en su carrera como cantante, en septiembre de 2016 lanzó el sencillo «Morena». En octubre de 2016 publicó en colaboración de J Balvin el tema «Qué raro», que se ubicó en el puesto número 49 del Hot Latin Songs, convirtiéndose en la primera posición de Feid en una lista de Billboard. En diciembre de 2016 firmó un acuerdo global con la editorial Universal Music Publishing Group, como compositor y productor miembro de la discográfica Dynasty Music Group.
En 2017 se estrenaron las canciones «Sigo extrañándote» de J Balvin, «Besándote» de Piso 21 y «Mamita» de CNCO, escritas por Feid. El 24 de noviembre de 2017, Villada estrenó su primer álbum de estudio Así Como Suena bajo la discográfica Universal Music Latino, que incluye los sencillos «Qué raro» con J Balvin y «911» con Nacho. «911» logró ubicarse en el puesto número 39 de la lista Latin Pop Airplay por dos semanas consecutivas. En 2018 es acreditado como coescritor del sencillo «¿Qué tiene?» de Ximena Sariñana.

### 19,Ferxxo (Vol. 1: M.O.R)yBahía Ducati(2019-2020)

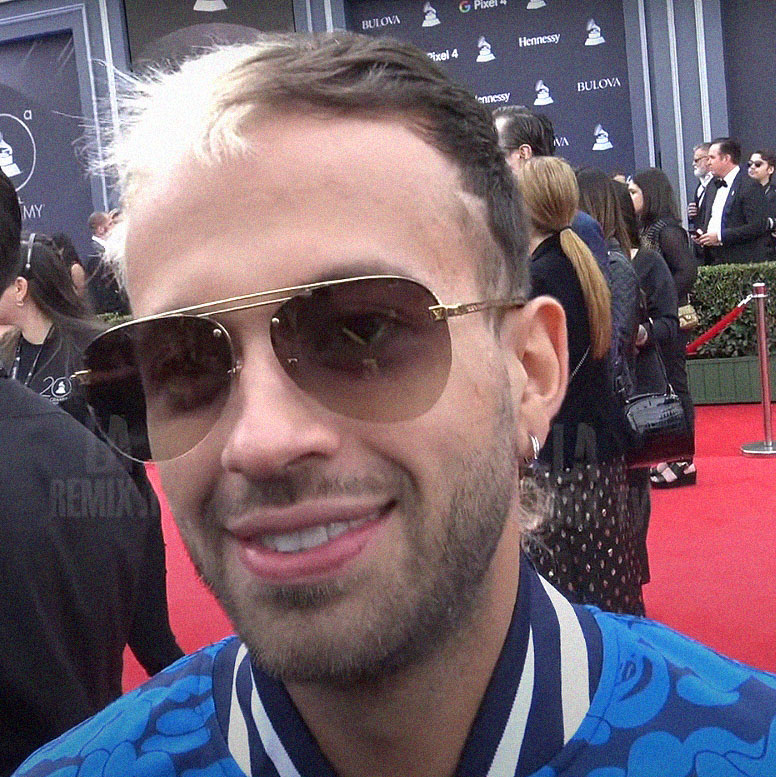
Feid en la alfombra roja de los Premios Grammy Latinos 2019.

El 17 de mayo de 2019 estrenó su segundo álbum de estudio titulado 19, que fue certificado con disco platino por la Certificación Fonográfica Centroamericana y nominado como mejor álbum de música urbana en los Premios Grammy Latinos. A fines de octubre de 2019 lanzó el sencillo «Fresh kerías» junto a Maluma y Sky Rompiendo, el cual se posicionó en el puesto número 18 de la lista colombiana de National Report. En febrero de 2020 estrenó las colaboraciones «Borraxxa» junto a Manuel Turizo, que se ubicó en el puesto número 15 de National Report en Colombia, y «Porfa» junto a Justin Quiles, que se ubicó en el puesto 48 de National Report en Colombia y el número 2 en la lista Argentina Hot 100.
El 23 de abril de 2020 estrenó su tercer álbum de estudio titulado Ferxxo (Vol. 1: M.O.R), el cual llegó a ubicarse en el puesto número 22 de la lista Top Latin Albums de Billboard. El álbum incluye los sencillos «Fresh kerías», «Borraxxa» y «Porfa». Adicional a ello, Feid recibió dos nominaciones para los Premios Grammy Latinos en la categoría de mejor álbum de música urbana por Ferxxo (VOL. 1: M.O.R) y de mejor interpretación reggaetón por «Porfa». También recibió una nominación para los Premios Juventud en la categoría «el cuarentena» por su participación en el sencillo «Cuando amanezca» de Justin Quiles, Danny Ocean y Níbal.
El 11 de septiembre de 2020 estrenó su primer mixtape Bahía Ducati, que se ubicó en el puesto número 30 del Top Latin Albums. El mixtape incluye diversas colaboraciones, entre ellas una remezcla de «Porfa» con J Balvin, Maluma, Nicky Jam, Sech y Justin Quiles, que alcanzó el puesto número 11 en el listado Hot Latin Songs por veinte semanas consecutivas.

### Inter Shibuya - La mafiayFeliz cumpleaños, Ferxxo, te pirateamos el álbum(2021-2022)
En 2021 fue nominado a los Premio Lo Nuestro en la categoría de Remix del Año por el sencillo «Porfa (Remix)».
El 20 de agosto de 2021 estrenó su cuarto álbum de estudio Inter Shibuya - La mafia bajo Universal Music Latino, que alcanzó el puesto #41 en la lista Top Latin Albums de Billboard por una semana.
En agosto de 2022 lanzó el sencillo «Feliz cumpleaños, Ferxxo» como parte de su álbum, y anunció que el álbum completo se lanzaría en diciembre. El álbum fue filtrado en septiembre y Feid decidió adelantar su lanzamiento debido a esto. También anunció un segundo álbum para diciembre con canciones no incluidas en el primero, que resultó en el EP Sixdo. Finalmente, Feliz cumpleaños, Ferxxo, te pirateamos el álbum se lanzó el 14 de septiembre de 2022, con la portada y visualizadores haciendo referencia a la filtración.
El álbum tuvo su debut en los Estados Unidos ingresando en el puesto 188 de la lista Billboard 200 el 2 de octubre de 2022. Posteriormente, en la lista Top Latin Albums, alcanzó el puesto 8, siendo su posición más alta. El 7 de noviembre de 2022, recibió la certificación de disco de platino por la RIAA al vender más de 60,000 copias en Estados Unidos. En Argentina, el álbum fue certificado como disco de oro, mientras que en España obtuvo la certificación de platino al vender más de 10,000 y 40,000 copias respectivamente. Además, con más de 7 millones de streams, el álbum fue certificado como disco de platino por la Certificación Fonográfica Centroamericana.

### Mor, no le temas a la oscuridadyFerxxocalipsis(2023-presente)
Feid arrancó el 2023 con el lanzamiento de su primer sencillo del año, «Remix exclusivo»,lanzado el 16 de marzo. Posteriormente, semanas después, el 30 de marzo lanzó el sencillo junto a la cantante puertorriqueña Young Miko, «Classy 101», que este sería el primer sencillo de su tercer EP, Ferxxocalipsis (2023). Luego, nuevamente semanas después, el 21 de abril publica junto al cantante jamaicano Sean Paul el sencillo «Niña bonita» que también este es el primer sencillo de su sexto álbum, Mor, no le temas a la oscuridad (2023).
Más tarde, Feid también colaboró con artistas como Nicky Jam en «69», con Sky Rompiendo y Myke Towers en «El cielo» y también con Saiko, Quevedo y Mora en la remezcla de «Polaris».
A inicios de agosto de 2023, Feid lanzó «Vente conmigo», como segundo sencillo de Mor, no le temas a la oscuridad. Luego, otras semanas después lanzó «Ferxxo 151» con Icon, como tercer sencillo y al mismo tiempo anunció que Mor, no le temas a la oscuridad se lanzaría el 29 de septiembre de 2023. Asimismo, en septiembre lanzó «Bubalú» junto al músico nigeriano Rema, como el cuarto sencillo, y una semana después, el álbum fue lanzado junto con el quinto sencillo «Luces de tecno» y otros sencillos promocionales como «Ritmo de medallo», junto al cantante colombiano Ryan Castro, «Ferxxo Edition», «Privilegios», junto a la banda española Cupido, «Ey, chory», «Vol. 2» y «Románticos de lunes», junto con sus videos musicales respectivos simultáneamente estrenados con el lanzamiento del álbum. Sin embargo, Feid anunció que el álbum todavía no estaba completo, por lo que otra semana después, el 6 de octubre lanzó «Ferxxo 30», como la primera pista para «completar el álbum». El álbum alcanzó el puesto 2 en España, mientras que en Estados Unidos dentro de la lista Billboard 200 alcanzó el número 31 y en Top Latin Albums alcanzó el número 4. Después, el 13 de noviembre de 2023 el álbum fue certificado de oro por la RIAA al vender más de 30 000 unidades certificadas/ventas en Estados Unidos.
Posteriormente, Feid a mediados de octubre comenzó a compartir en sus redes sociales adelantos de lo que sería su EP Ferxxocalipsis donde se mostraba a Feid en algunos de los videos en el estudio grabando nueva música. Finalmente el EP fue lanzado el 1 de diciembre, junto con el estreno de su segundo sencillo «La vuelta» junto a Mañas Ru-fino.

## Vida personal
A lo largo de su vida, Feid ha procurado mantener su vida privada alejada de los reflectores, aunque algunos aspectos se han hecho públicos. En cuanto a sus relaciones sentimentales, antes de iniciar su actual romance con la reconocida cantante Karol G, Feid tuvo una relación con la influencer y empresaria colombiana Nicole Betancur. Su noviazgo fue discreto y terminó en 2021. Más adelante, en 2023, su relación con Karol G se hizo pública y desde entonces ambos han mostrado su apoyo y respeto mutuo en diferentes ocasiones, convirtiéndose en una de las parejas más populares del género urbano.
Feid ha declarado en diversas entrevistas que valora mucho su privacidad y el apoyo de su familia. También ha mencionado que uno de sus sueños personales es formar una familia en el futuro. En sus redes sociales y entrevistas, suele compartir momentos sencillos y familiares, reafirmando sus raíces y el amor por su ciudad natal, Medellín.

## Discografía
Álbumes de estudio
- 2017: Así como suena
- 2019: 19
- 2020: Ferxxo (Vol. 1: M.O.R)
- 2021: Inter Shibuya - La mafia
- 2022: Feliz cumpleaños, Ferxxo, te pirateamos el álbum
- 2023: Mor, no le temas a la oscuridad
- 2025: FERXXO VOL X: Sagrado

Mixtapes
- 2020: Bahía Ducati

Extended plays
- 2015: Así como suena
- 2019: The Academy (con Sech, Dalex, Justin Quiles, Lenny Tavárez)
- 2022: Sixdo
- 2023: Ferxxocalipsis
- 2024: Manifesting 20-05 (con Yandel)
- 2024: Los 9 de Ferxxo y Sky Rompiendo (con Sky Rompiendo)

## Premios y nominaciones
| Premio                    | Año  | Categoría                                   | Nominación a                                                                         | Resultado | Ref.          |
| ------------------------- | ---- | ------------------------------------------- | ------------------------------------------------------------------------------------ | --------- | ------------- |
| Premios Billboard Latinos | 2023 | Artista del año Global 200                  | Feid                                                                                 | Nominado  |               |
| Premios Billboard Latinos | 2023 | Artista del año Masculino, Hot Latin Songs  | Feid                                                                                 | Nominado  |               |
| Premios Billboard Latinos | 2023 | Canción del año, Airplay                    | Yandel 150 (feat. Yandel)                                                            | Nominado  |               |
| Premios Billboard Latinos | 2023 | Artista del año, Latin Rhythm               | Feid                                                                                 | Nominado  |               |
| Premios Billboard Latinos | 2023 | Canción del año, Latin Rhythm               | Yandel 150 (feat. Yandel)                                                            | Nominado  |               |
| Premios Billboard Latinos | 2023 | Álbum del año, Latin Rhythm                 | Feliz cumpleaños, Ferxxo, te pirateamos el álbum                                     | Nominado  |               |
| Premios Grammy Latinos    | 2019 | Mejor álbum de música urbana                | 19                                                                                   | Nominado  | [ 21 ]        |
| Premios Grammy Latinos    | 2020 | Mejor álbum de música urbana                | Ferxxo (Vol 1: M.O.R)                                                                | Nominado  | [ 56 ]        |
| Premios Grammy Latinos    | 2020 | Mejor interpretación reggaetón              | «Porfa» (junto a Justin Quiles)                                                      | Nominados | [ 56 ]        |
| Premios Grammy Latinos    | 2022 | Álbum del año                               | Aguilera (Christina Aguilera)                                                        | Nominado  | [ 57 ]        |
| Premios Heat Latin Music  | 2022 | Mejor artista revelación                    | Feid                                                                                 | Nominado  | [ 58 ]        |
| Premios Heat Latin Music  | 2022 | Mejor artista región andina                 | Feid                                                                                 | Nominado  | [ 58 ]        |
| Premios Heat Latin Music  | 2023 | Mejor artista masculino                     | Feid                                                                                 | Ganador   | [ 59 ]        |
| Premios Heat Latin Music  | 2023 | Mejor artista urbano                        | Feid                                                                                 | Nominado  | [ 59 ]        |
| Premios Heat Latin Music  | 2023 | Mejor video                                 | «Le pido a Dios» (junto a DJ Premier)                                                | Nominados | [ 59 ]        |
| Premios Heat Latin Music  | 2023 | Mejor colaboración                          | «Hey, mor» (junto a Ozuna)                                                           | Nominados | [ 59 ]        |
| Premios Heat Latin Music  | 2023 | Mejor colaboración                          | «La inocente» (junto a Mora)                                                         | Nominados | [ 59 ]        |
| Premios Heat Latin Music  | 2023 | Canción del año                             | «Feliz cumpleaños, Ferxxo»                                                           | Nominado  | [ 59 ]        |
| Los 40 Music Awards       | 2022 | Mejor artista o grupo revelación            | Feid                                                                                 | Nominado  | [ 60 ]        |
| MTV Europe Music Awards   | 2022 | Mejor artista latinoamericano centro        | Feid                                                                                 | Nominado  | [ 61 ]        |
| MTV Millennial Awards     | 2022 | Artista + flow                              | Feid                                                                                 | Nominado  | [ 62 ]        |
| Premios Juventud          | 2020 | El cuarentema                               | «Cuando amanezca» (junto a Nibal, Justin Quiles y Danny Ocean)                       | Nominados | [ 63 ]        |
| Premios Juventud          | 2021 | La mezcla perfecta                          | «Porfa (remix)» (junto a Justin Quiles, J Balvin, Maluma, Nicky Jam y Sech)          | Nominados | [ 64 ]        |
| Premios Juventud          | 2022 | Artista masculino – On the Rise             | Feid                                                                                 | Nominado  | [ 65 ]        |
| Premios Juventud          | 2022 | La mezcla perfecta                          | «Mojando asientos» (junto a Maluma)                                                  | Nominados | [ 65 ]        |
| Premios Juventud          | 2023 | Mejor urban track                           | «Yandel 150» (junto a Yandel)                                                        | Nominado  | [ 66 ] [ 67 ] |
| Premios Juventud          | 2023 | Mejor mezcla urbana                         | «Hey, mor» (junto a Ozuna)                                                           | Ganador   | [ 66 ] [ 67 ] |
| Premios Juventud          | 2023 | Mejor álbum urbano masculino                | Feliz cumpleaños, Ferxxo, te pirateamos el álbum                                     | Nominado  | [ 66 ] [ 67 ] |
| Premios Lo Nuestro        | 2021 | Remix del año                               | «Porfa (remix)» (junto a Justin Quiles, J Balvin, Maluma, Nicky Jam y Sech)          | Nominados | [ 68 ]        |
| Premios Lo Nuestro        | 2022 | Artista revelación masculino                | Feid                                                                                 | Nominado  | [ 69 ]        |
| Premios Lo Nuestro        | 2023 | Colaboración del año – urbano               | «Friki» (junto a Karol G)                                                            | Nominados | [ 70 ]        |
| Premios Lo Nuestro        | 2025 | Canción Del Año                             | «Bubalu» junto a Rema.                                                               | Nominada  | [ 71 ]        |
| Premios Lo Nuestro        | 2025 | Tour del año                                | «Ferxxxocalipsis tour 2024»                                                          | Nominado  | [ 71 ]        |
| Premios Nuestra Tierra    | 2021 | Mejor artista revelación                    | Feid                                                                                 | Nominado  | [ 72 ]        |
| Premios Nuestra Tierra    | 2021 | Mejor artista urbano                        | Feid                                                                                 | Nominado  | [ 72 ]        |
| Premios Nuestra Tierra    | 2021 | Mejor canción urbana                        | «Porfa» (junto a Justin Quiles)                                                      | Nominados | [ 72 ]        |
| Premios Nuestra Tierra    | 2022 | Mejor artista del año                       | Feid                                                                                 | Nominado  | [ 73 ]        |
| Premios Nuestra Tierra    | 2022 | Mejor artista urbano                        | Feid                                                                                 | Nominado  | [ 73 ]        |
| Premios Nuestra Tierra    | 2022 | Artista favorito del público                | Feid                                                                                 | Nominado  | [ 73 ]        |
| Premios Nuestra Tierra    | 2022 | Mejor álbum del año                         | Inter Shibuya - La mafia                                                             | Nominado  | [ 73 ]        |
| Premios Nuestra Tierra    | 2022 | Mejor canción del año                       | «Si tú supieras»                                                                     | Nominado  | [ 73 ]        |
| Premios Nuestra Tierra    | 2022 | Mejor canción urbana                        | «Vacaxiones»                                                                         | Nominado  | [ 73 ]        |
| Premios Nuestra Tierra    | 2022 | Mejor canción urbana                        | «Monastery» (junto a Ryan Castro)                                                    | Nominados | [ 73 ]        |
| Premios Nuestra Tierra    | 2022 | Canción favorita del público                | «Chimbita»                                                                           | Nominado  | [ 73 ]        |
| Premios Nuestra Tierra    | 2022 | Mejor presentación en vivo, virtual o en TV | Feid Gira Colombia 2021                                                              | Nominado  | [ 73 ]        |
| Premios Nuestra Tierra    | 2023 | Mejor artista del año                       | Feid                                                                                 | Ganador   | [ 74 ]        |
| Premios Nuestra Tierra    | 2023 | Mejor artista urbano                        | Feid                                                                                 | Ganador   | [ 74 ]        |
| Premios Nuestra Tierra    | 2023 | Artista imagen                              | Feid                                                                                 | Nominado  | [ 74 ]        |
| Premios Nuestra Tierra    | 2023 | Mejor álbum del año                         | Feliz cumpleaños, Ferxxo, te pirateamos el álbum                                     | Ganador   | [ 74 ]        |
| Premios Nuestra Tierra    | 2023 | Mejor canción del año                       | «Normal»                                                                             | Nominado  | [ 74 ]        |
| Premios Nuestra Tierra    | 2023 | Mejor canción del año                       | «Feliz cumpleaños, Ferxxo»                                                           | Nominado  | [ 74 ]        |
| Premios Nuestra Tierra    | 2023 | Mejor canción urbana                        | «Feliz cumpleaños, Ferxxo»                                                           | Nominado  | [ 74 ]        |
| Premios Nuestra Tierra    | 2023 | Mejor canción urbana                        | «Normal»                                                                             | Nominado  | [ 74 ]        |
| Premios Nuestra Tierra    | 2023 | Mejor canción urbana                        | «Mojando asientos» (junto a Maluma)                                                  | Nominados | [ 74 ]        |
| Premios Nuestra Tierra    | 2023 | Mejor colaboración urbana                   | «Mojando asientos» (junto a Maluma)                                                  | Nominados | [ 74 ]        |
| Premios Nuestra Tierra    | 2023 | Mejor colaboración urbana                   | «De tanto chimbiar» (junto a Totoy el Frío)                                          | Nominados | [ 74 ]        |
| Premios Nuestra Tierra    | 2023 | Mejor colaboración urbana                   | «Barranquilla bajo cero» (junto a Beéle y Myke Towers)                               | Nominados | [ 74 ]        |
| Premios Nuestra Tierra    | 2023 | Mejor colaboración urbana                   | «Monastery» (junto a Ryan Castro)                                                    | Ganadores | [ 74 ]        |
| Premios Nuestra Tierra    | 2023 | Concierto del año                           | Ferxxo Nitro Jam                                                                     | Nominado  | [ 74 ]        |
| Premios Nuestra Tierra    | 2024 | Mejor artista del año                       | Feid                                                                                 | Nominado  |               |
| Premios Nuestra Tierra    | 2024 | Mejor artista urbano                        | Feid                                                                                 | Ganador   |               |
| Premios Nuestra Tierra    | 2024 | Mejor canción urbana                        | «Classy 101» (junto a Young Miko)                                                    | Nominado  |               |
| Premios Nuestra Tierra    | 2024 | Mejor canción urbana                        | «El Cielo» (junto a Myke Towers, Sky Rompiendo)                                      | Nominado  |               |
| Premios Nuestra Tierra    | 2024 | Mejor canción urbana                        | «Luna» (junto a ATL Jacob)                                                           | Ganador   |               |
| Premios Nuestra Tierra    | 2024 | Mejor colaboración urbana                   | «Perro Negro» (junto a Bad Bunny)                                                    | Nominados |               |
| Premios Nuestra Tierra    | 2024 | Mejor colaboración urbana                   | «Classy 101» (junto a Young Miko)                                                    | Nominados |               |
| Premios Nuestra Tierra    | 2024 | Mejor colaboración urbana                   | «Yandel 150» (junto a Yandel)                                                        | Nominados |               |
| Premios Nuestra Tierra    | 2024 | Mejor video                                 | Vente Conmigo                                                                        | Nominado  |               |
| Premios Tu Música Urbano  | 2022 | Top Rising Star – masculino                 | Feid                                                                                 | Ganador   | [ 75 ]        |
| Premios Tu Música Urbano  | 2022 | Álbum del año – Rising Star                 | Inter Shibuya - La mafia                                                             | Ganador   | [ 75 ]        |
| Premios Tu Música Urbano  | 2023 | Top artista – masculino                     | Feid                                                                                 | Ganador   | [ 76 ]        |
| Premios Tu Música Urbano  | 2023 | Top productor musical                       | Feid                                                                                 | Nominado  | [ 76 ]        |
| Premios Tu Música Urbano  | 2023 | Top artista social                          | Feid                                                                                 | Nominado  | [ 76 ]        |
| Premios Tu Música Urbano  | 2023 | Canción del año                             | «Feliz cumpleaños, Ferxxo»                                                           | Nominado  | [ 76 ]        |
| Premios Tu Música Urbano  | 2023 | Colaboración del año                        | «Yandel 150» (junto a Yandel)                                                        | Ganadores | [ 76 ]        |
| Premios Tu Música Urbano  | 2023 | Colaboración del año                        | «La inocente» (junto a Mora)                                                         | Nominados | [ 76 ]        |
| Premios Tu Música Urbano  | 2023 | Colaboración del año                        | «Hey, mor» (junto a Ozuna)                                                           | Nominados | [ 76 ]        |
| Premios Tu Música Urbano  | 2023 | Colaboración del año                        | «En la de ella» (junto a Jhay Cortez y Sech)                                         | Nominados | [ 76 ]        |
| Premios Tu Música Urbano  | 2023 | Remix del año                               | «Ultra solo (remix)» (junto a Polimá Westcoast, Pailita, Paloma Mami y De la Ghetto) | Nominados | [ 76 ]        |
| Premios Tu Música Urbano  | 2023 | Video del año                               | «Chorrito pa las ánimas»                                                             | Nominado  | [ 76 ]        |
| Premios Tu Música Urbano  | 2023 | Álbum del año – masculino                   | Feliz cumpleaños, Ferxxo, te pirateamos el álbum                                     | Ganador   | [ 76 ]        |

## Giras
- Ferxxocalipsis World Tour (2024)
- Gira en Europa (2025)